# Vôlei Futuro
Vôlei Futuro – brazylijska kobieca i męska drużyna siatkarska z São Paulo. Obecnie zespół występuje w rozgrywkach Superligi.